# Sorriso Eu Gosto – No Pagode
Sorriso Eu Gosto – No Pagode é o décimo álbum ao vivo do grupo de pagode Sorriso Maroto. Foi lançado em 9 de novembro de 2023 pela Sony Music.
Gravado no dia 27 de junho de 2023 no Jockey Club Brasileiro, no Rio de Janeiro, o projeto inicia as comemorações dos 25 anos de carreira do grupo, apresentando regravações de sucessos da carreira do quinteto em formato de uma roda de samba. A primeira parte, com 10 faixas, foi lançada nas plataformas de streaming no dia 15 de setembro. O primeiro volume tem como destaque a releitura de "Ela", gravado originalmente no álbum Sorriso 15 Anos, com a participação de Ferrugem. Já em 9 de novembro, o álbum completo foi lançado, concluindo o lançamento com as doze faixas restantes - entre elas, um medley das canções "Futuro Prometido" (original do álbum É Diferente), "Me Olha nos Olhos" (do álbum Por Você: Ao Vivo) e "Não Tem Perdão" (do álbum É Diferente Ao Vivo), em dueto com Gloria Groove. Após a divulgação dos dois volumes nas plataformas de áudio, seus clipes foram lançados no canal da banda no YouTube nas semanas seguintes.
Ao todo, o projeto conta com a participação especial de 21 artistas, entre eles os cantores Péricles, Ludmilla, Dilsinho, Belo, Mumuzinho e Xande de Pilares, além de grupos como Menos é Mais, Pixote, Jeito Moleque, Pique Novo, Di Propósito e Turma do Pagode.
O álbum ganhou continuidade com a gravação de um segundo volume no ano seguinte.

## Lista de faixas

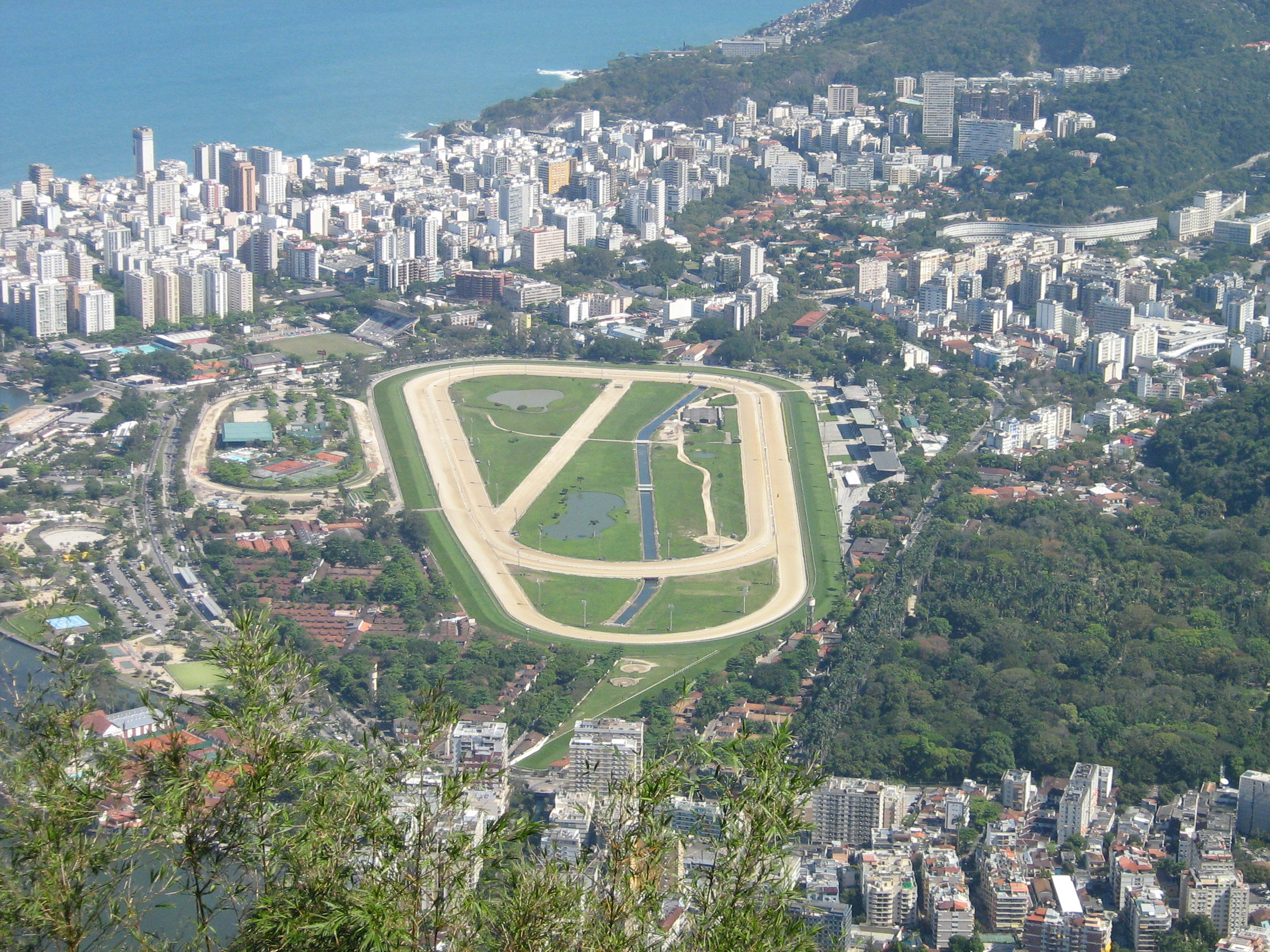
Jockey Club Brasileiro, local da gravação do álbum.

| Vol. 1         | |                                                                                                   |         |  |
| N.º            | Título | Compositor(es)                                                                                    | Duração |  |
| 1.             | "Pot-Pourri: É Diferente / Tarde Demais / Nada de Pensar em Despedida" (part. Mumuzinho e Xande de Pilares) | Carlos Caetano, Xande de Pilares; Carlos Caetano, Adriano Ribeiro; Mauro Júnior, Xande de Pilares | 8:02    |  |
| 2.             | "Pot-Pourri: Ainda Gosto de Você / Já Era" (part. Ludmilla e Belo)                                          | Riquinho; Rosyl                                                                                   | 5:45    |  |
| 3.             | "Me Espera" (part. Ludmilla e Belo)                                                                         | Arnaldo Saccomani, Thaís Nascimento, Valtinho Jota                                                | 3:23    |  |
| 4.             | "Pot-Pourri: Coração Deserto / Ninguém Merece Amar Sozinho / A Primeira Namorada" (part. Ludmilla)          | Charlles André, Waguinho; Bruno Cardoso, Sérgio Jr; Bruno Cardoso, Sérgio Jr, Valtinho Jota       | 7:31    |  |
| 5.             | "Pot-Pourri: Lua de Mel / Clichê / Eu Nunca Amei" (part. Tá na Mente e Vitinho)                             | Douglas Lacerda, Valtinho Jota; Sérgio Jr, Thiago Silva; Bruno Cardoso, Sérgio Jr, Thiago Silva   | 9:19    |  |
| 6.             | "Pot-Pourri: Volta Pra Casa / Em Suas Mãos / Disfarça" (part. Suel e Doce Encontro)                         | Bruno Cardoso, Sérgio Jr, Thiago Silva; Bruno Cardoso, Sérgio Jr; Sérgio Jr                       | 7:27    |  |
| 7.             | "Não Fui Homem Pra Te Merecer" (part. Suel e Doce Encontro)                                                 | Bruno Cardoso, Douglas Lacerda, Thiago Silva                                                      | 3:26    |  |
| 8.             | "Ela" (part. Ferrugem)                                                                                      | Bruno Cardoso, Sérgio Jr, Thiago Silva                                                            | 3:16    |  |
| 9.             | "Segredos"                                                                                                  | Thiago Silva, Douglas Lacerda                                                                     | 2:37    |  |
| 10.            | "Pot-Pourri: Eu Vacilei / Preciso Viver / Na Cama" (part. Tiee e Pique Novo)                                | Franklin, Rosyl; Charlles André; Bruno Cardoso, Sérgio Jr, Thiago Silva                           | 6:45    |  |
| Duração total: | Duração total:                                                                                              | Duração total:                                                                                    | 57:34   |  |

| Vol. 2         | |                                                                                   |         |  |
| N.º            | Título | Compositor(es)                                                                    | Duração |  |
| 1.             | "Pot-Pourri: Brigas Por Nada / 1 Metro e 65" (part. Péricles e Ferrugem)                                      | Bruno Cardoso, Sérgio Jr; Sérgio Jr, Thiago Silva                                 | 7:11    |  |
| 2.             | "Sinais" (part. Péricles e Ferrugem)                                                                          | Bruno Cardoso, Sérgio Jr, Thiago Silva                                            | 3:40    |  |
| 3.             | "Apenas Desejo" (part. Péricles)                                                                              | Bruno Cardoso, Thiaguinho, Sérgio Jr                                              | 2:40    |  |
| 4.             | "Pot-Pourri: Me Olha nos Olhos / Futuro Prometido / Não Tem Perdão" (part. Gloria Groove)                     | Gustavo Lins, Umberto Tavares; Tatau; Sérgio Jr, Valtinho Jota                    | 6:41    |  |
| 5.             | "Dias" | Bruno Cardoso, Munir Trad, Sérgio Jr                                              | 3:14    |  |
| 6.             | "Pot-Pourri: Tenho Medo / Promessas / O Melhor Pedaço" (part. Marvvila e Dilsinho)                            | Valtinho Jota; Bruno Cardoso, Thiaguinho, Sérgio Jr; Sérgio Jr, Thiago Silva      | 6:07    |  |
| 7.             | "Fica Combinado Assim" (part. Marvvila e Dilsinho)                                                            | Arnaldo Saccomani, Thaís Nascimento                                               | 2:55    |  |
| 8.             | "Muros" (part. Marvvila)                                                                                      | Bruno Cardoso, Lelê, Thiago Silva                                                 | 3:28    |  |
| 9.             | "Pot-Pourri: Amanhã / Loucura do Seu Coração" (part. Menos é Mais e Di Propósito)                             | Bruno Cardoso, Sérgio Jr, Thiago Silva; Bruno Cardoso, Sérgio Jr                  | 6:13    |  |
| 10.            | "O Que Tinha Que Dar" (part. Menos é Mais e Di Propósito)                                                     | Tatau                                                                             | 3:01    |  |
| 11.            | "Pot-Pourri: Pra Mim Não É / Se Eu Te Pego, Te Envergo / Instigante" (part. Turma do Pagode e Thiago Martins) | Thiaguinho, Pezinho; Nicco Andrade; Bruno Cardoso, Lelê, Nicco Andrade, Sérgio Jr | 4:35    |  |
| 12.            | "Pot-Pourri: Assim Você Mata o Papai / Tá Bom Aham" (part. Pixote e Jeito Moleque)                            | Nicco Andrade; Cláudio Novarte, Nicco Andrade                                     | 5:34    |  |
| Duração total: | Duração total:                                                                                                | Duração total:                                                                    | 57:38   |  |